# Irdomatka
Irdomatka (ros. Ирдоматка) – wieś w Rosji, w rejonie czerepowieckim obwodu wołogodzkiego. W 2010 liczyła 1138 mieszkańców.